# El Segundo (métro de Los Angeles)
Cet article concerne une station de la ligne K du métro de Los Angeles. Pour la municipalité située dans le comté de Los Angeles, voir El Segundo.
El Segundo est une station du métro de Los Angeles desservie par les rames de la ligne K et située dans la ville d'El Segundo en Californie.

## Localisation
Station aérienne du métro de Los Angeles, El Segundo est située sur la ligne K à l'intersection de Mariposa Avenue et de Nash Street à El Segundo, ville située au sud-ouest de Los Angeles.

## Histoire
La station est mise en service le 12 août 1995, lors de l'ouverture de la ligne C. Le 3 novembre 2024, la section de ligne sur laquelle elle se trouve est basculée sur la ligne K.

## Service

### Accueil

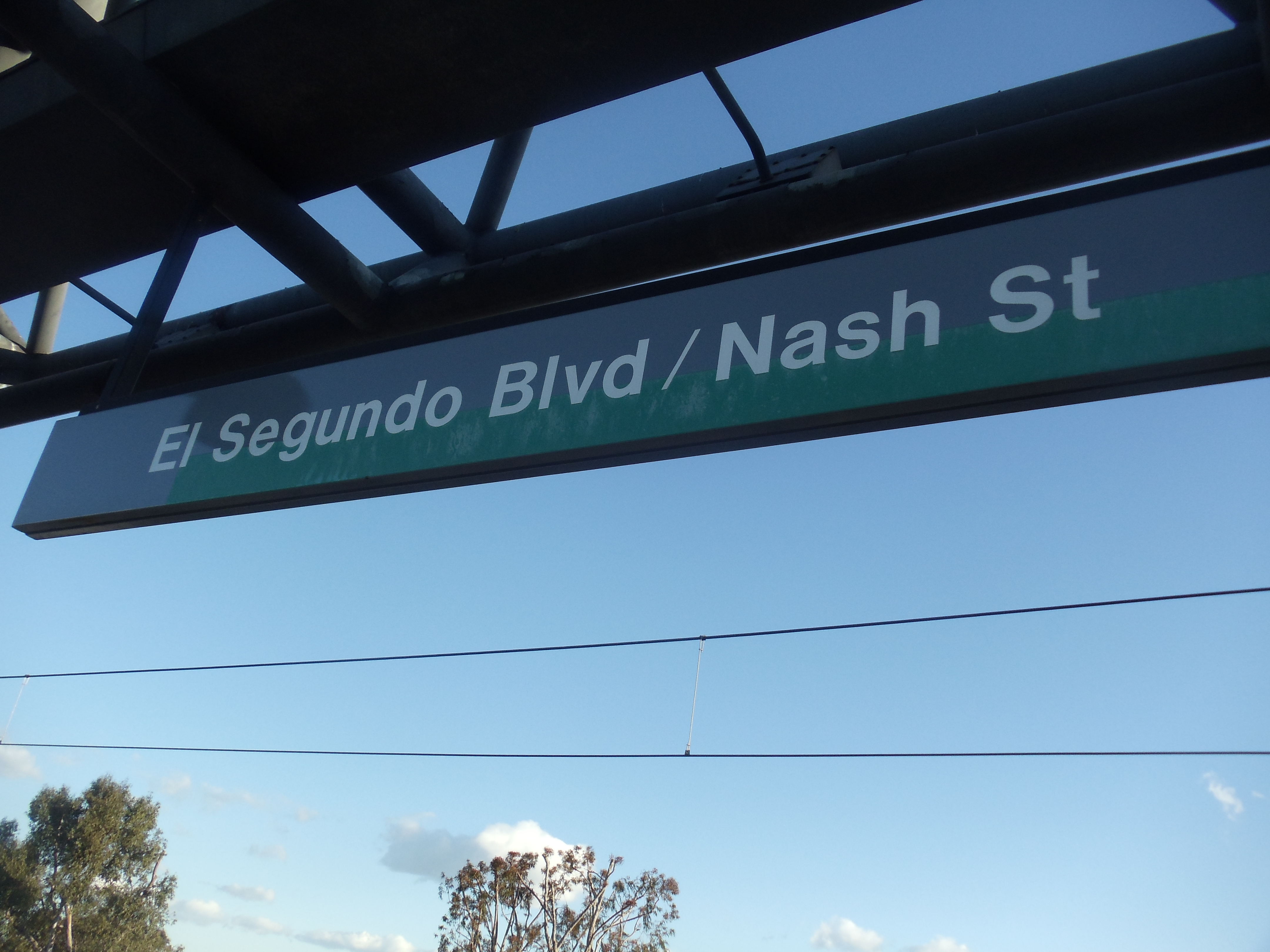
Signalétique de la station El Segundo.
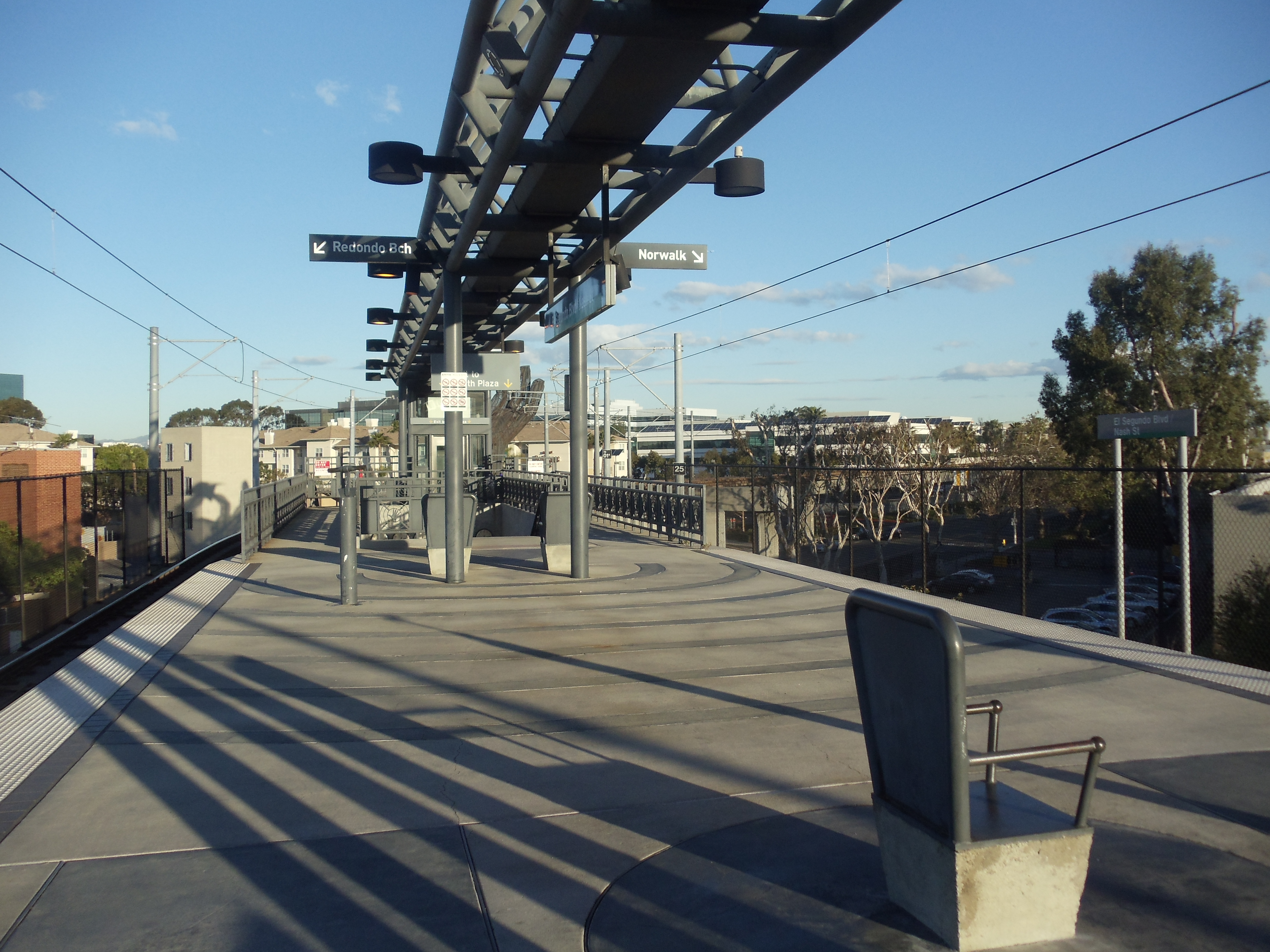
Vue du quai.
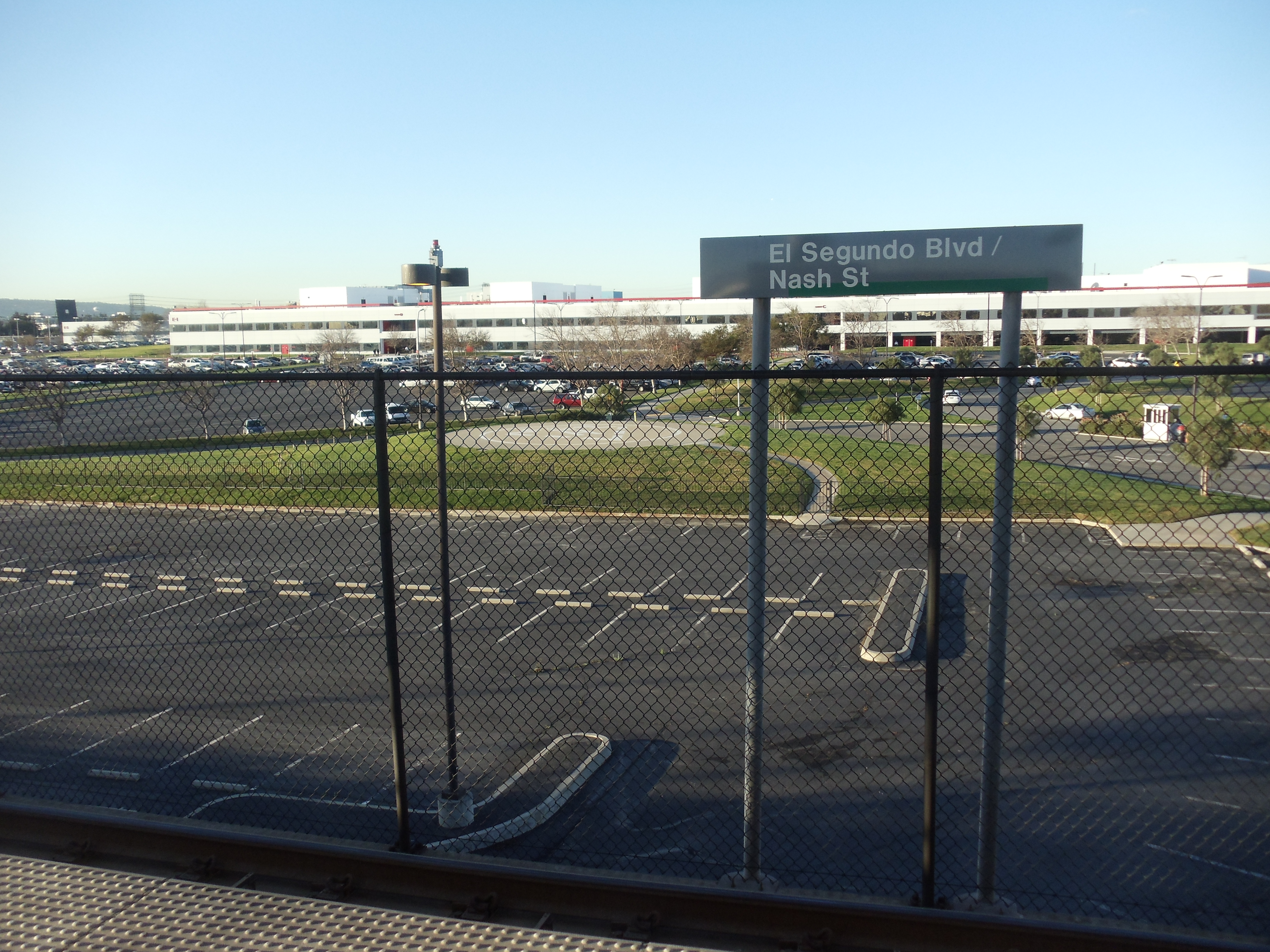
Signalétique.

### Desserte
El Segundo est desservie par les rames de la ligne K du métro et dessert notamment le Toyota Sports Center.

### Intermodalité
La station est desservie par la ligne d'autobus 574 de Commuter Express et 8 de Torrance Transit (en).

## Architecture et œuvres d'art
L'artiste Daniel J. Martinez y a installé une œuvre intitulée For Your Intellectual Entertainment.